# Zoug
Zoug (em Árabe: زوك) é uma comuna marroquina localizada no extremo sudeste do Saara Ocidental, a 170 km de Atar, na Mauritânia. A comuna foi criada em 1979, no território disputado do Saara Ocidental. Administrativamente pertence a região Marroquina de Dakhla-Oued Ed Dahab, província de Aousserd e círculo de Aousserd. Tem uma área de 12.739 km².
Atualmente o território da comuna encontrava-se sobre controlo da Frente Polisário. Tem um poço de água, pomares, hospital e um posto militar administrados pela Frente Polisário.
Nota: A comuna está localizada no Saara Ocidental, um território onde a legitimidade da administração marroquina não é reconhecida por muitos países nem pela Organização das Nações Unidas.

## História
Durante a administração Espanhola, a atual comuna estava localizada no território do Rio do Oro. Foi construído naquela área, um posto avançado da Legião Estrangeira Espanhola. Após o acordo de Madrid de 1975, o território da comuna foi ocupado pela Mauritânia entre 1975 e 1979. Administrativamente pertencia a região de Tiris al-Gharbiyya. Em 1979 a Mauritânia abandonou as reivindicações sobre o Saara Ocidental, sendo o território ocupado pela Frente Polisário. Atualmente é sede da 1ª região militar da República Árabe Saarauí Democrática.

Perto de Zug existem algumas gravuras neolíticas com padrões geométricos, semelhantes a outras encontradas no Chade e no sul de Marrocos.

As áreas controladas por Marrocos e pela Frente Polisário, no Saara Ocidental.

## Demografia
Segundo os censo de 2004 a comuna tinha 833 habitantes.